# Amaranthus polygamus
Amaranthus polygamus är en amarantväxtart som beskrevs av Carl von Linné. Amaranthus polygamus ingår i släktet amaranter, och familjen amarantväxter. Inga underarter finns listade i Catalogue of Life.